# سان داميانو دستي
سان داميانو دستي (بالإيطالية: San Damiano d'Asti)‏ هي بلدة وبلدية في مقاطعة أستي في إقليم بييمونتي في جنوب إيطاليا.

## المناخ
يظهر الجدول التالي التغييرات المناخية على مدار السنة لسان داميانو دستي:
| البيانات المناخية لـسان داميانو دستي | البيانات المناخية لـسان داميانو دستي | البيانات المناخية لـسان داميانو دستي | البيانات المناخية لـسان داميانو دستي | البيانات المناخية لـسان داميانو دستي | البيانات المناخية لـسان داميانو دستي | البيانات المناخية لـسان داميانو دستي | البيانات المناخية لـسان داميانو دستي | البيانات المناخية لـسان داميانو دستي | البيانات المناخية لـسان داميانو دستي | البيانات المناخية لـسان داميانو دستي | البيانات المناخية لـسان داميانو دستي | البيانات المناخية لـسان داميانو دستي | البيانات المناخية لـسان داميانو دستي |
| الشهر                                | يناير                                | فبراير                               | مارس                                 | أبريل                                | مايو                                 | يونيو                                | يوليو                                | أغسطس                                | سبتمبر                               | أكتوبر                               | نوفمبر                               | ديسمبر                               | المعدل السنوي                        |
| ------------------------------------ | ------------------------------------ | ------------------------------------ | ------------------------------------ | ------------------------------------ | ------------------------------------ | ------------------------------------ | ------------------------------------ | ------------------------------------ | ------------------------------------ | ------------------------------------ | ------------------------------------ | ------------------------------------ | ------------------------------------ |
| متوسط درجة الحرارة الكبرى °م (°ف)    | 3 (37)                               | 5 (41)                               | 10 (50)                              | 14 (57)                              | 19 (66)                              | 23 (73)                              | 25 (77)                              | 24 (75)                              | 21 (69)                              | 15 (59)                              | 8 (46)                               | 4 (39)                               | 14 (57)                              |
| متوسط درجة الحرارة الصغرى °م (°ف)    | 0 (32)                               | 1 (33)                               | 4 (39)                               | 7 (44)                               | 11 (51)                              | 15 (59)                              | 17 (62)                              | 17 (62)                              | 14 (57)                              | 9 (48)                               | 4 (39)                               | 0 (32)                               | 8 (46)                               |
| الهطول سم (إنش)                      | 2.4 (1)                              | 4 (1.6)                              | 5.3 (2.1)                            | 5.9 (2.3)                            | 6.4 (2.5)                            | 3.7 (1.5)                            | 2.2 (0.9)                            | 4.2 (1.7)                            | 3.6 (1.4)                            | 6.2 (2.4)                            | 5.5 (2.2)                            | 3.3 (1.3)                            | 52.7 (20.7)                          |
| المصدر: Weatherbase                  |                                      |                                      |                                      |                                      |                                      |                                      |                                      |                                      |                                      |                                      |                                      |                                      |                                      |

## السكان
في سنة 1861 بلغ عدد السكان 7٬978 نسمة، وتطور العدد ليصل في سنة 2011 لـ 8٬373 نسمة.
يظهر هذا المخطط البياني تطور النمو السكاني لـ سان داميانو دستي

## توأمة
لسان داميانو دستي اتفاقيات توأمة مع:
- كرينز